# Завршница
Завршница (енгл. bold double barline, end barline, порт. barra final) је знак који се у музичкој нотацији бележи двема цртама (тањом и дебљом) које се пишу усправно и паралелно кроз линијски систем. 
Завршница се користи, како и сам назив каже, да би се означио завршетак неке композиције или њеног самосталног одсека.

## Сличности и разлике завршнице са другим музичким знацима
| Завршницу треба разликовати од две паралелне усправне црте једнаке дебљине које се такође пишу на завршетку већих делова композиције. |

| Сличне две паралелне усправне црте (као обрнута завршница са додатим тачкама у средини) има почетна репетиција која се уписује уколико неки такт или група тактова треба да се понови. |

| Завршна репетиција изгледа исто као завршница са додатим тачкама у средини. Користи се да би се означио крај такта или групе тактова који треба да се понове. |